# Liste d'œuvres de Giovanni Paolo Panini
Cet article recense des œuvres du peintre italien Giovanni Paolo Panini (1691-1765).

## Tableaux
Les œuvres suivantes sont des peintures à l'huile sur toile.
| Œuvre | Date             | Localisation                             | Ville             | Pays       | Image                                          |
| --- | ---------------- | ---------------------------------------- | ----------------- | ---------- | ---------------------------------------------- |
| Les Marchands chassés du Temple                                                                                                 | 1717 - 1718      | Musée du Louvre                          | Paris             | France     | Image manquante                                |
| Alexandre le Grand devant le tombeau d'Achille                                                                                  | 1718 - 1719      | Walters Art Museum                       | Baltimore         | États-Unis |                                                |
| Alexandre le Grand tranchant le nœud Gordien                                                                                    | 1718 - 1719      | Walters Art Museum                       | Baltimore         | États-Unis |                                                |
| Concert donné à l'intérieur d'une galerie circulaire d'ordre dorique                                                            | 1718 - 1719      | Musée du Louvre                          | Paris             | France     | Image manquante                                |
| Festin donné sous un portique d'ordre ionique                                                                                   | 1718 - 1719      | Musée du Louvre                          | Paris             | France     | Image manquante                                |
| Capriccio de ruines classiques avec Diogène jetant sa coupe                                                                     | 1720 - 1730      | Collection privée                        |                   |            |                                                |
| Capriccio de ruines classiques avec Diogène jetant sa coupe                                                                     | 1720 - 1730      | Collection privée                        |                   |            |                                                |
| Festin donné sous un portique d'ordre ionique                                                                                   | 1720 - 1725      | Musée du Louvre                          | Paris             | France     | Image manquante                                |
| Prédication d'un apôtre dans des ruines d'architecture d'ordre dorique                                                          | 1720 - 1725      | Musée du Louvre                          | Paris             | France     | Image manquante                                |
| Les Marchands chassés du Temple                                                                                                 | v. 1724          | Musée Thyssen-Bornemisza                 | Madrid            | Espagne    |                                                |
| Capriccio avec ruines classiques                                                                                                | 1725 - 1730      | Collection privée                        |                   |            |                                                |
| Les Noces de Cana | v. 1725          | Speed Art Museum                         | Louisville        | États-Unis |                                                |
| Paysage idéal avec ruines | 1727             |                                          |                   |            |                                                |
| Préparation du feu d'artifice et de la décoration de la fête donnée sur la place Navone à l'occasion de la naissance du Dauphin | 1729             | Musée du Louvre                          | Paris             | France     |                                                |
| Capriccio architectural | 1730             | Collection privée                        |                   |            |                                                |
| Le Cardinal de Polignac visitant Saint-Pierre de Rome                                                                           | 1730             | Musée du Louvre                          | Paris             | France     | Image manquante                                |
| L'Apôtre Paul prêchant dans les ruines                                                                                          | 1735             | Musée du Prado                           | Madrid            | Espagne    |                                                |
| Capriccio avec le Panthéon et autres monuments                                                                                  | 1735             | Musée d'art                              | Indianapolis      | États-Unis |                                                |
| Ruines antiques avec la pyramide de Caïus Cestius                                                                               | v. 1740          | Musée du Louvre                          | Paris             | France     | Image manquante                                |
| Capriccio avec forum romain | 1741             | Yale University Art Gallery              | New Haven         | États-Unis |                                                |
| La Sibylle de Cumes | v. 1741          |                                          |                   |            |                                                |
| Ruines d'architecture avec l'arc de Janus, le temple de Vesta et la statue équestre de Marc-Aurèle                              | 1743             | Musée du Louvre                          | Paris             | France     |                                                |
| L'Apôtre Paul prêchant dans les ruines                                                                                          | 1744             | Musée de l'Ermitage                      | Saint-Pétersbourg | Russie     |                                                |
| La Place et la Basilique Santa Maria Maggiore                                                                                   | 1744             | Palais du Quirinal                       | Rome              | Italie     |                                                |
| Capriccio de ruines romaines avec un prédicateur                                                                                | 1745 - 1750      | Musée du Louvre                          | Paris             | France     | Image manquante                                |
| Charles III rend visite au pape Benoit XIV dans le salon de thé du Quirinal                                                     | 1746             | Musée du Capodimonte                     | Naples            | Italie     | Image manquante                                |
| Capriccio avec le Colisée et l'Arc de Constantin                                                                                | 1747             | Walters Art Museum                       | Baltimore         | États-Unis |                                                |
| Capriccio avec forum romain | 1747             | Walters Art Museum                       | Baltimore         | États-Unis |                                                |
| Fête musicale donnée par le cardinal de La Rochefoucauld pour le mariage du Dauphin                                             | 1747             | Musée du Louvre                          | Paris             | France     |                                                |
| Intérieur du Panthéon | 1747             | Museum of Art                            | Cleveland         | États-Unis |                                                |
| Galerie du cardinal Silvio Valenti-Gonzaga                                                                                      | 1749             | Wadsworth Atheneum                       | Hartford          | États-Unis |                                                |
| Vue de Rome depuis le mont Mario, au sud-est                                                                                    | 1749             | Musées d'État                            | Berlin            | Allemagne  |                                                |
| Intérieur de Saint-Pierre | 1750 - 1760      | Musée de l'Ermitage                      | Saint-Pétersbourg | Russie     | Image manquante                                |
| Intérieur de la basilique Saint-Pierre de Rome                                                                                  | 1750 - 1760      | Ca' Rezzonico                            | Venise            | Italie     | Intérieur de la basilique Saint-Pierre de Rome |
| Intérieur de Santa Maria Maggiore                                                                                               | 1750 - 1760      | Musée de l'Ermitage                      | Saint-Pétersbourg | Russie     |                                                |
| Les Marchands chassés du Temple                                                                                                 | v. 1750          | Musée du Prado                           | Madrid            | Espagne    |                                                |
| Capriccio de ruines romaines avec un prédicateur                                                                                | 1751             | Gemäldegalerie                           | Berlin            | Allemagne  |                                                |
| L'Adoration des Mages | 1753 - 1757      | Brooklyn Museum                          | New York          | États-Unis |                                                |
| Départ du duc de Choiseul de la place Saint-Pierre                                                                              | 1754             | Musées d'État                            | Berlin            | Allemagne  | Image manquante                                |
| Galerie de vues de la Rome antique                                                                                              | 1754 - 1757      | Staatsgalerie                            | Stuttgart         | Allemagne  | Galerie de vues de la Rome antique             |
| Galerie de vues de la Rome moderne                                                                                              | 1754 - 1757      | Musée des beaux-arts                     | Boston            | États-Unis |                                                |
| Intérieur de Saint-Pierre | 1754-1757        | Niedersächsisches Landesmuseum           | Hanovre           | Allemagne  |                                                |
| La Place Saint-Pierre | 1754-1757        | Collection privée                        |                   |            | Image manquante                                |
| L'Adoration des Bergers | v. 1755          | Brooklyn Museum                          | New York          | États-Unis |                                                |
| Capriccio de ruines romaines avec un prédicateur                                                                                | 1755-1760        |                                          |                   |            |                                                |
| La Piazza Navona à Rome | 1756             | Niedersächsisches Landesmuseum           | Hanovre           | Allemagne  |                                                |
| Galerie de vues de la Rome antique                                                                                              | 1757             | Metropolitan Museum of Art               | New York          | États-Unis |                                                |
| Galerie de vues de la Rome moderne                                                                                              | 1757             | Metropolitan Museum of Art               | New York          | États-Unis |                                                |
| Intérieur de Saint-Pierre | 1757             | National Gallery of Art                  | Washington        | États-Unis | Image manquante                                |
| La Place Saint-Pierre | 1757             | Gemäldegalerie                           | Berlin            | Allemagne  | Image manquante                                |
| Remise de l'ordre du Saint-Esprit au prince Vaini par le duc de Saint-Aignan, à Saint-Louis-des-Français, le 15 septembre 1737  |                  | Musée des beaux-arts                     | Caen              | France     |                                                |
| Galerie de vues de la Rome antique                                                                                              | 1758             | Musée du Louvre                          | Paris             | France     | Galerie de vues de la Rome antique             |
| Galerie de vues de la Rome moderne                                                                                              | 1759             | Musée du Louvre                          | Paris             | France     |                                                |
| Prédication dans les ruines d'un temple                                                                                         |                  | Musée des beaux-arts de Dijon            | Dijon             | France     |                                                |
| Alexandre le Grand devant le tombeau d'Achille                                                                                  |                  | Musée d'art et d'histoire                | Narbonne          | France     | Image manquante                                |
| Vue du Colisée |                  | Musée national des beaux-arts d'Alger    | Alger             | Algérie    | Image manquante                                |
| Cappricio avec ruines romaines                                                                                                  |                  | Musée des beaux-arts                     | La Havane         | Cuba       |                                                |
| Cappricio avec ruines romaines                                                                                                  |                  | Museu Nacional de Arte Antiga            | Lisbonne          | Portugal   |                                                |
| Capriccio de ruines classiques                                                                                                  |                  | Collection privée                        |                   |            |                                                |
| Capriccio de ruines romaines avec un prédicateur                                                                                |                  | Musées royaux des beaux-arts de Belgique | Bruxelles         | Belgique   |                                                |
| Charles III visitant la basilique Saint-Pierre                                                                                  |                  | Musée Capodimonte                        | Naples            | Italie     |                                                |
| La Fontaine de Trévi |                  | Musée des beaux-arts                     | Boston            | États-Unis |                                                |
| Intérieur de Saint-Jean de Latran                                                                                               |                  | Musée Pouchkine                          | Moscou            | Russie     |                                                |
| Paysage idéal avec l'arc de Titus                                                                                               |                  | Collection privée                        |                   |            |                                                |
| Rome sous la neige |                  |                                          |                   |            |                                                |
| L'Adoration des mages et L'Adoration des Bergers                                                                                | Huiles sur toile | Collection privée                        | Vente Tajan 1998  |            | Image manquante                                |

## Dessins
| Œuvre                                      | Type                   | Date | Localisation               | Ville     | Pays       | Image           |
| ------------------------------------------ | ---------------------- | ---- | -------------------------- | --------- | ---------- | --------------- |
| Galerie de vues de la Rome moderne         | Dessin à l'encre noire | 1729 | Metropolitan Museum of Art | New York  | États-Unis | Image manquante |
| Galerie du Cardinal Silvio Valenti-Gonzaga | Esquisse peinte        | 1749 | Musée des Beaux-Arts       | Marseille | France     | Image manquante |